# Lógica bivalente
Una lógica clásica es un sistema lógico que admite solo dos valores de verdad para sus enunciados (premisas y conclusión). En la  lógica bivalente, una proposición solo puede ser verdadera o falsa, no existen valores intermedios de verdad. 
El clásico sistema de lógica bivalente es la lógica aristotélica que se sustenta en tres principios básicos:
1. Principio de identidad: es verdad que A es idéntico a A (a sí mismo). A = A
2. Principio de no contradicción: A no puede ser A y no-A al mismo tiempo. ¬(A ∧ ¬A)
3. Principio del tercero excluido: A es verdadero o es falso, no hay una tercera posibilidad. A v ¬A

Una consecuencia de estos supuestos es que si una proposición A no es falsa, entonces debe ser verdadera. Por lo tanto, para probar que algo es verdadero, será suficiente probar que no es falso. En el caso del condicional {\displaystyle P\rightarrow Q}, solo es falso cuando {\displaystyle P} es verdadero y {\displaystyle Q} falso, es decir {\displaystyle {\ce {V\rightarrow F}}}, demostrando que este caso no es posible, se demuestra que el condicional es verdadero.
No admite tampoco matices modales en sus enunciados, tales como "es necesario que", "es imposible que", etc. Se limita al lenguaje enunciativo o declarativo.
Existen otros sistemas de lógicas que no se sustentan en estos principios y por lo tanto admiten más de dos valores de verdad. Los sistemas de lógica modales o plurivalentes (como la lógica trivalente de Jan Łukasiewicz o la lógica trivalente de Kleene), aceptan un tercer valor, como "indeterminado" o "posible".